# Cañamazo (tejido)

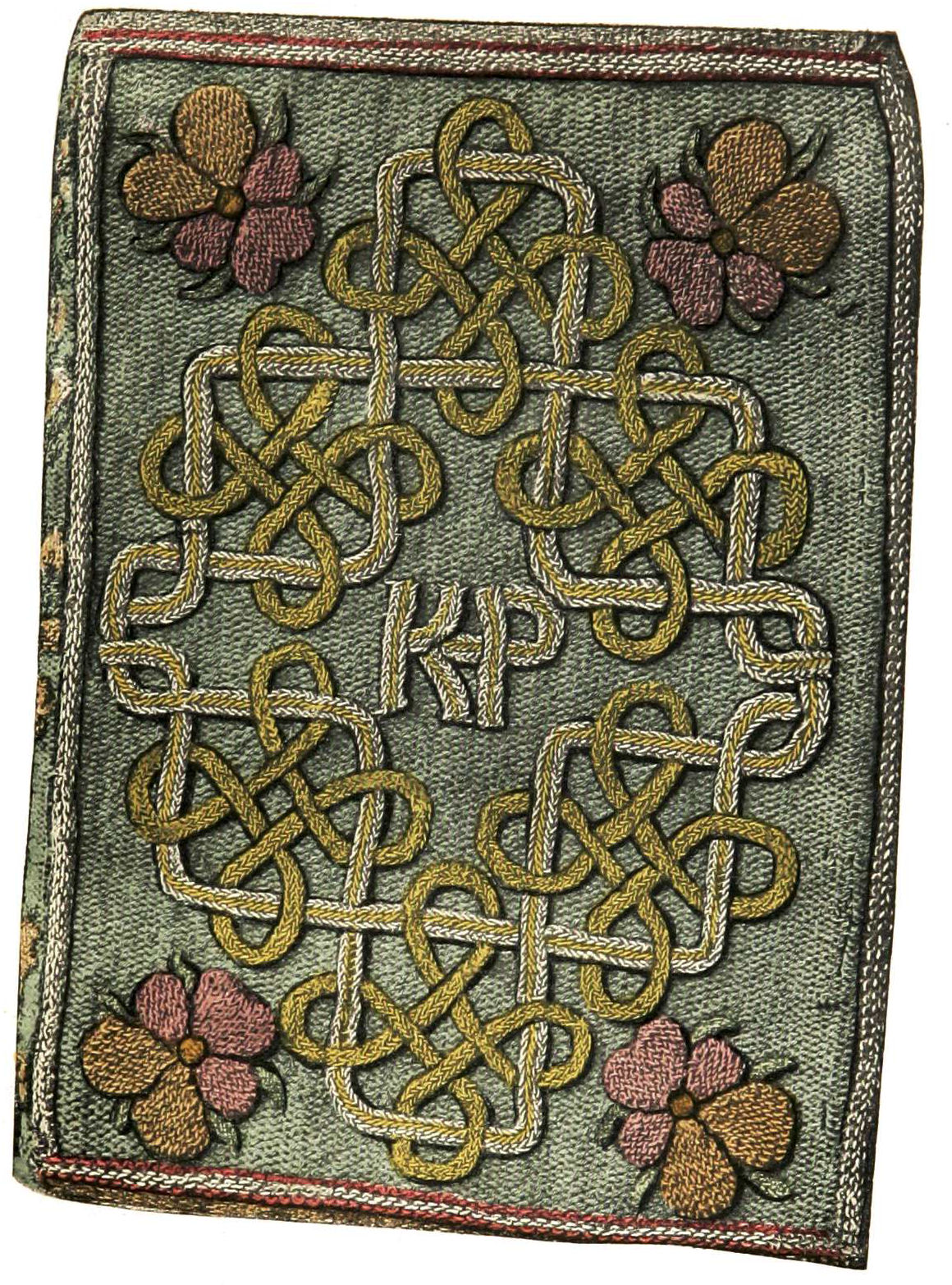
Bordado sobre cañamazo para la cubierta de un libro.

Se llama cañamazo a una clase de tejido o tela clara de cáñamo, lino o algodón cuyos hilos entrelazados en cuadro reciben y dirigen el punto del bordado de tapicería.
Para obtener el mejor cañamazo posible se usan generalmente hilos de algodón blancos y dobles de tres, cuatro o cinco cabos. 
Cuando la cuadrícula del cañamazo es irregular —esto sucede siempre que las pasadas por la urdimbre están mal golpeadas—, los hilos que lo constituyen no son paralelos ni uniformes; en ese caso se alteran los contornos del dibujo ejecutado según el modelo y, muchas veces, el mismo cañamazo no queda suficientemente relleno por los puntos de tapicería. Se dice entonces que la tapicería está mal picada queriendo significar que los puntos no son uniformes y regulares.

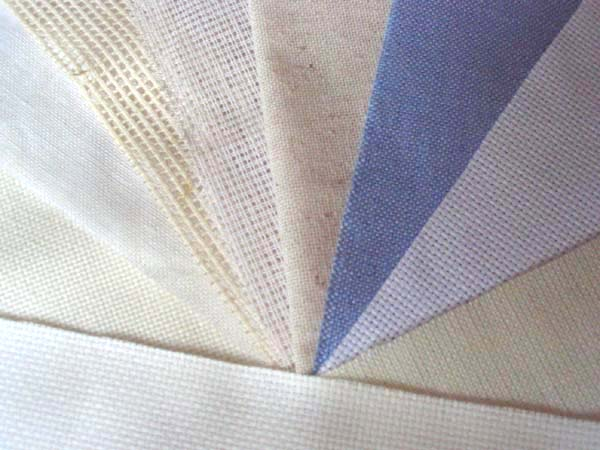
Tipos de cañamazo para diversas labores y bordados.

## Tipos de cañamazo
Durante muchos años se usó un cañamazo particular, principalmente para la tapicería de punto grueso. Dicho cañamazo, llamado «cañamazo Penélope» se teje como la tela ordinaria, con la diferencia de que se levantan a la vez dos hilos de la cadena pasados por el mismo diente del peine y se ocultan dos hilos de la trama con un solo golpe de varas.
Otro tipo de cañamazo, más bien de tapicería, que apareció posteriormente, tenía el fondo tejido y el dibujo reservado o al contrario. Este cañamazo reemplazó ampliamente al cañamazo abierto para la ejecución de tapices bordados a mano ya se puede bordar un dibujo sin realizar el esfuerzo de ejecutar antes el fondo (pues se encuentra hecho por anticipado). El trabajo de bordar el dibujo que se ejecuta más económicamente en este tipo de cañamazos. El aspecto de estas piezas presenta alguna semejanza con los reposteros.